# 姚立功
姚立功（1958年—），山西泽州人。武警中将警衔。
曾任武警部队司令部秘书、政治部干部部长，武警福建总队政委等职。2009年5月，任武警部队后勤部政委。2013年7月，接替转任武警部队副政委的于建伟中将，任武警部队政治部主任。2015年7月，任武警部队副政委。
2014年7月，晋升武警中将警衔。